# Baranina

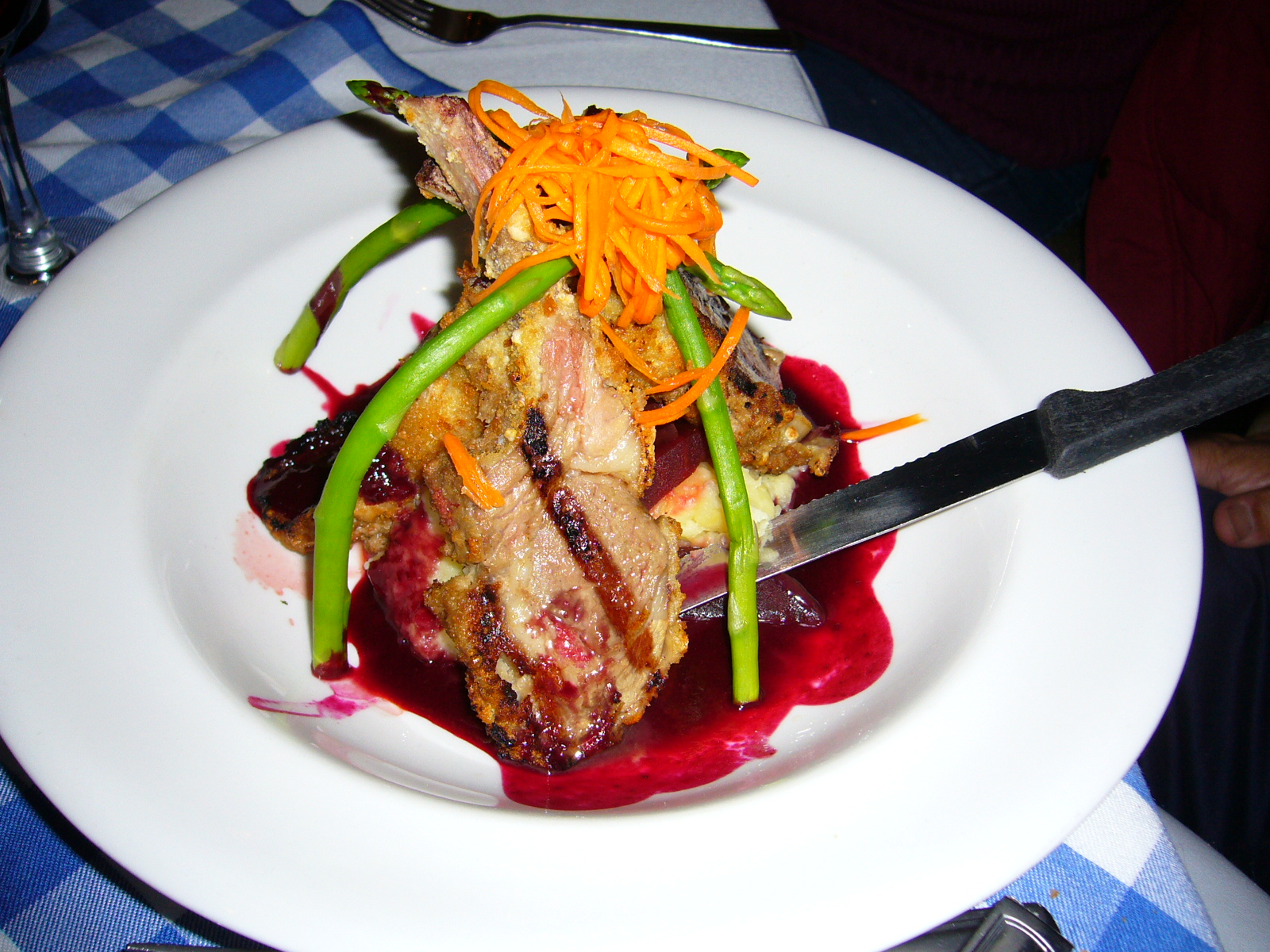
Potrawa z baraniny

Baranina (mięso baranie) – mięso otrzymane z owcy. Jest jednym z kilku mięs używanych w kuchni europejskiej (głównie na południu Europy). Dawniej baranina była bardzo popularna, dziś jednak jej spożycie jest znacznie mniejsze. Baranina jest również popularna w krajach muzułmańskich, gdzie religia zabrania spożycia wieprzowiny. Stanowi podstawę diety w Mongolii. Jest także podstawowym rodzajem pożywienia (obok ryb) na Islandii.
Duże ilości baraniny spożywają także mieszkańcy regionów byłego Związku Radzieckiego, zwłaszcza w rejonie Kaukazu, na Krymie, Turkmenistanie, czy w Gruzji, gdzie baranina jest podstawowym rodzajem spożywanego mięsa.
W Polsce spożywana rzadko, z wyjątkiem terenów górskich (Podhale), które słyną z potraw na bazie baraniny.
Głównymi eksporterami baraniny są przede wszystkim Francja, Wielka Brytania, Stany Zjednoczone, Niemcy, Arabia Saudyjska, Meksyk, RPA i Chiny. Polski eksport kierowany jest głównie do UE.

## Kulinaria
W przypadku baraniny niezwykle istotny jest wiek zwierzęcia, z którego ją otrzymano. Zwierzęta wykorzystywane przez wiele lat w celu pozyskiwania wełny, a następnie przeznaczone do uboju i spożycia nie dają mięsa dobrej jakości. Stąd popularne twierdzenia, że baranina jest „twarda” lub „śmierdzi”. Odpowiednie mięso baranie, stosownie przyrządzone znajduje wielu zwolenników i uznawane jest za smaczne, posiada charakterystyczny smak i zapach. Mięso pozyskiwane z wykastrowanych baranów, czyli skopów, nazywane jest skopowiną.
Istnieje wiele sposobów przyrządzania baraniny. Jedną z metod jest proces marynowania. Wykorzystuje się do tego ocet lub zsiadłe mleko. Mięso przed obróbką cieplną powinno być poddane procesowi marynowania w środowisku kwaśnym co najmniej przez 12 godzin. Taka procedura pozwala na uzyskanie potrawy odpowiednio miękkiej, soczystej i o walorach smakowych oraz zapachowych satysfakcjonujących wiele gustów kulinarnych.

## Wartości odżywcze
| Energia           | 287 kcal |
| Białko            | 15,6 g   |
| Tłuszcz           | 25 g     |
| Węglowodany       | 0 g      |
| Błonnik pokarmowy | 0 g      |
| Sód               | 66 mg    |
| Potas             | 249 mg   |
| Wapń              | 9 mg     |
| Fosfor            | 155 mg   |
| Żelazo            | 2,3 mg   |
| Magnez            | 23 mg    |
| Witamina E        | 0,60 mg  |
| Tiamina           | 0,140 mg |
| Ryboflawina       | 0,190 mg |
| Niacyna           | 4,50 mg  |
| Witamina C        | 0,0 mg   |

| Energia           | 234 kcal |
| Białko            | 18,0 g   |
| Tłuszcz           | 18,0 g   |
| Węglowodany       | 0 g      |
| Błonnik pokarmowy | 0 g      |
| Sód               | 78 mg    |
| Potas             | 380 mg   |
| Wapń              | 10 mg    |
| Fosfor            | 213 mg   |
| Żelazo            | 2,7 mg   |
| Magnez            | 23 mg    |
| Witamina E        | 0,33 mg  |
| Tiamina           | 0,16 0mg |
| Ryboflawina       | 0,220 mg |
| Niacyna           | 5,20 mg  |
| Witamina C        | 0,0 mg   |